# Paul Ricken

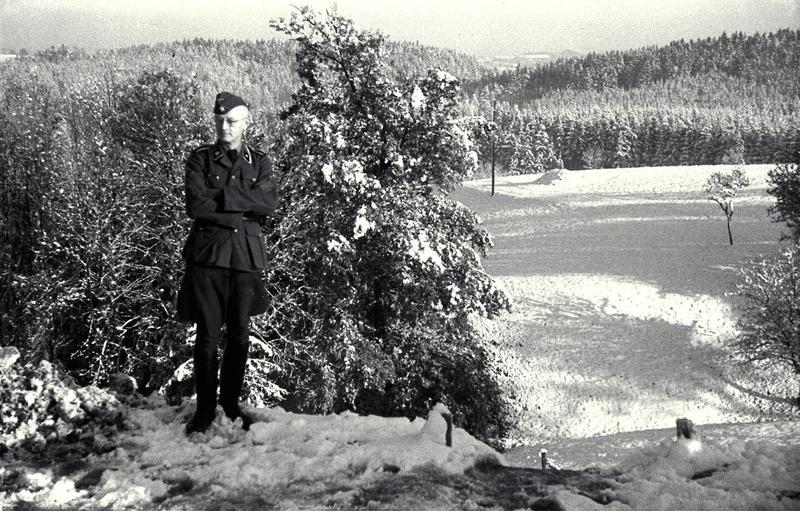
Paul Ricken

Paul Ricken (* 27. Juni 1892 in Duisburg; † 24. Oktober 1964 in Düsseldorf) war ein deutscher SS-Hauptscharführer und Leiter des Erkennungsdienstes der Politischen Abteilung im KZ Mauthausen.

## Leben
Paul Ricken unterrichtete in den 1920er und 1930er Jahren am Realgymnasium für Jungen in Bredeney das Schulfach Künstlerische Erziehung. Zum 1. Februar 1932 trat er der NSDAP (Mitgliedsnummer 963.881) und 1935 der SS bei (SS-Nummer 291.617). Im November 1935 wurde Ricken Angehöriger der SS-Reiterstandarte 6, wo er sich seiner eigenen Aussage zufolge als Ausbildner betätigte und für Unterricht, Prüfungen und Freizeitgestaltung zuständig war. Bis zu seiner Einberufung zu Kriegsbeginn war er Studienrat und als Oberschullehrer für bildende Kunst in Essen tätig. Daneben betätigte er sich künstlerisch und publizierte auch Zeichnungen, Skulpturen und Lithografien.
Am 1. September 1939 wurde er in das KZ Mauthausen versetzt, wo er das erste halbe Jahr als Rechnungsführer für die Wachkompanie sowie als Verantwortlicher für die Besoldung der SS-Angehörigen in der Kommandantur seinen Dienst versah. Im März 1940 begann er für den Erkennungsdienst in der Politischen Abteilung zu arbeiten. Im Erkennungsdienst wurden Insassen fotografiert. 1943 wurde er zum Leiter des Erkennungsdienst befördert. Ricken dokumentierte das Lagerleben und inszenierte dafür Szenen, die den Alltag nicht widerspiegelten. Darüber hinaus war er für die Dokumentation der sogenannten Fluchtversuche (Beweisstück Unnatürlicher Todesfälle) verantwortlich. Francisco Boix, ein Insasse, der aufgrund seiner Tätigkeit als Fotograf im Spanischen Bürgerkrieg beim Erkennungsdienst assistierte, schaffte gemeinsam mit anderen Insassen Negative von Fotografien zu verstecken. Nach der Befreiung trug Boix das Material zusammen und bezeugte damit vor Gericht, wie Fotos von Ricken, Hermann Schinlauer geb. 11. Juli 1921 und Friedrich (Fritz) Kornacz inszeniert wurden. Zum anderen konnte mit den entwendeten Negativen aber auch belegt werden, dass Albert Speer Konzentrationslager von innen gesehen hat: Speer war im KZ Mauthausen gewesen.
Im Februar 1944 wurde Ricken in das Außenlager Leibnitz versetzt, wo er als stellvertretender Lagerführer fungierte. Am 2. April 1945 wurde das Lager aufgelöst. Ricken kommandierte daraufhin den Todesmarsch der rund 500 Häftlinge in das KZ Ebensee. Nach Kriegsende schlug sich Ricken nach Deutschland durch. Im Dezember 1945 wurde er in der britischen Besatzungszone nahe Bielefeld verhaftet und in das Internierungslager Recklinghausen-Hillerheide gebracht, wo er bis August 1946 verblieb. Danach wurde er an die US-Behörden ausgeliefert und nach Dachau überstellt, wo er im Zuge der Dachauer Mauthausen-Prozesse (USA gegen Eduard Dlouhy und andere) angeklagt wurde. Am 23. Juli 1947 wurde er zu lebenslanger Haft verurteilt. Am 29. November 1954 wurde er aus dem Kriegsverbrechergefängnis Landsberg auf Bewährung entlassen. In Düsseldorf betätigte er sich daraufhin als Werbeberater. Im Zuge der Ermittlung gegen den Leiter der Politischen Abteilung Karl Schulz sagte Ricken noch als Zeuge aus.

## Veröffentlichungen
- Glück auf! Zechenansichten aus d. Rhein.-Westf. Industriegebiet. Lithogr. v. Paul Ricken mit begleitendem Text v. Karl Mews. Essen[-Rellinghausen, Sundernholz 35]: P. Ricken, 1930. (DNB 361621302)
- Paul Ricken: Masken. Paul Ricken, Studienrat, Essen. In: Kunst und Jugend, ISSN 0451-081X. N.F. 11.1931, S. 163–166[3]
- Paul Ricken: Farbe-Ton-Forschungen. In: Kunst und Jugend. 11. Jahrgang, Heft 8. Eugen Hardt, Stuttgart August 1931, S. 211 (uni-heidelberg.de [abgerufen am 30. Januar 2020]).
- Paul Ricken: 2. Kongress für Farbe-Ton-Forschung. In: Kunst und Jugend. 10. Jahrgang, Heft 12. Eugen Hardt, Stuttgart Dezember 1930, S. 318, doi:10.11588/diglit.28000.123.

## Filme
- El fotógrafo de Mauthausen (Francisco Boix – der Fotograf von Mauthausen), Spielfilm von Mar Targarona, Spanien 2018